# Бакиров, Аббас
Аббас Бакиров (узб. Abbos Bakirov; 1910 — 1974) — советский, узбекский актёр, театральный режиссёр. Народный артист СССР (1970).

## Биография
Аббас Бакиров родился 16 мая 1910 года в Андижане (ныне в Узбекистане).
С 1931 по 1972 год — актёр Андижанского областного театра музыкальной драмы и комедии им. Ю. Ахунбабаева (ныне — имени З. М. Бабура).
С 1940 года занимался режиссурой. Поставил более 40 спектаклей.
Снимался в кино.
Умер 29 января 1974 года. Похоронен в Андижане.

### Семья
- Дочь — Айбарчин (Ойбарчин) Бакирова (1950–2020), актриса. Народная артистка Узбекистана (2000)[1].

## Звания и награды
- Народный артист Узбекской ССР (1939)
- Народный артист СССР (01.04.1970)
- Государственная премия Узбекской ССР имени Хамзы (1970)
- Орден Трудового Красного Знамени (18.03.1959)[2]
- Орден «За выдающиеся заслуги» (Узбекистан, 2001) — посмертно[3]

## Творчество

### Роли в театре
- «Богбон киз» («Дочь садовника») Т. Садыкова — Махкам палван
- «Разгром» К. Яшена — Арслан, Ахмад понсад
- «Бай и батрак» Хамзы — Гафур
- «Рустам» У. Исмаилова — Рустам
- «Ревизор» Н. Гоголя — Хлестаков, Городничий
- «Коварство и любовь» Ф. Шиллера — Фердинанд
- «Ромео и Джульетта» У. Шекспира — Ромео
- «Онтариш» — Косим дехканин
- «Хамида» — Муслимбай

### Постановки
- 1944 — «Нурхон» К. Яшена
- 1945 — «Офтобхон» К. Яшена
- 1945 — «Ромео и Джульетта» У. Шекспира
- 1950 — «Равшан и Зулхумор» К. Яшена
- 1950 — «Алишер Навои» И. Султанова и Уйгуна
- 1950 — «Алпамыш» С. Абдуллы
- 1951 — «Разгром» К. Яшена
- 1951 — «Бай и батрак» Хамзы
- 1953 — «Ревизор» Н. Гоголя
- 1954 — «Мукими» С. Абдуллы
- 1955 — «Больные зубы» А. Каххара
- 1956 — «Халисхан» Хамзы
- 1958 — «Крылья» А. Корнейчука
- 1970 — «Рустам» У. Исмаилова[4]
- «Шелковое сюзане» А. Каххара
- «Нодира»
- «Лайли и Маджнун»

### Роли в кино
- 1939 — Азамат — Азамат
- 1955 — Крушение эмирата — эмир Бухарский
- 1956 — Авиценна — султан Махмуд Газнави
- 1956 — Во имя счастья — Рахманов
- 1958 — По путёвке Ленина — Кары
- 1958 — Сыновья идут дальше — Касым
- 1958 — Очарован тобой — Афзалов
- 1961 — Птичка-невеличка — Насыров
- 1963 — Пятеро из Ферганы — Уразов
- 1964 — Звезда Улугбека — Аббас
- 1964 — Буря над Азией — Кафланбек
- 1964 — Трудный путь — Турсунов
- 1966 — Поэма двух сердец — Агзамхан
- 1968 — Возвращение командира — Арсланов
- 1968 — Всадники революции — Худояров
- 1969 — Минувшие дни — Юсуфбек Ходжи
- 1970 — Гибель Чёрного консула — Худояр Пансад
- 1973 — Одна среди людей — Рустамбек Тускаба
- 1974 — Ласточки прилетают весной (киноальманах) — дед Фаттах
- 1975 — Это было в Межгорье — мулла Гасан

## Память
- Именем А. Бакирова назван Андижанский городской молодёжный театр, а также один из кинотеатров города.